# Nádasy László (filmrendező)
Nádasy László (Budapest, 1927. február 25. – Budapest, 1983. szeptember 12.) magyar filmrendező, forgatókönyvíró, író, esztéta, dramaturg, egyetemi tanár.

## Életpályája

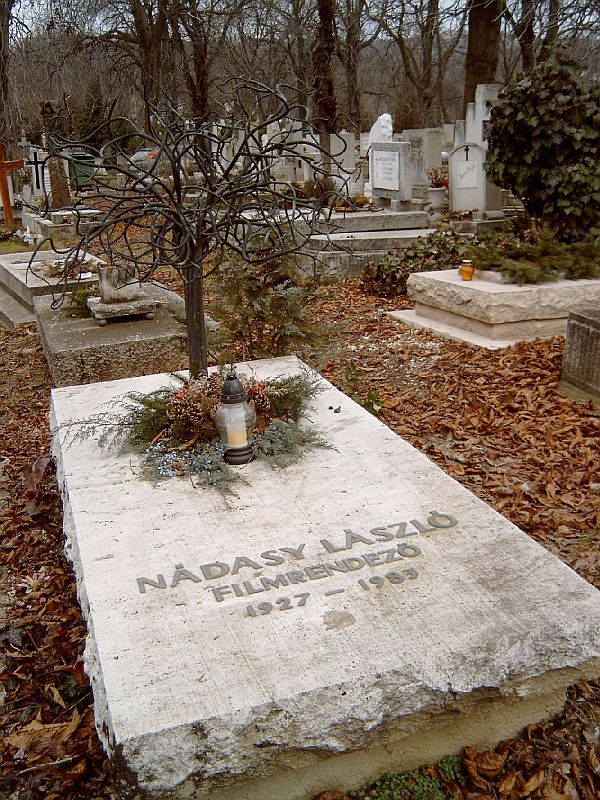
Nádasy László filmrendező, forgatókönyvíró sírja Budapesten. Farkasréti temető: 25-9-16.

A középiskola után 1945-ben újságíróként dolgozott, miközben a Pázmány Péter Tudományegyetem Bölcsészkarának hallgatója volt 1945–1948 között. 1946–1950 között a Színház- és Filmművészeti Főiskola dramaturg szakán is tanult. 1950–1958 között dramaturgként dolgozott a Hunnia Filmstúdióban. 1951–1953 között a Színház- és Filmművészeti Főiskola oktatója volt. 1955-ben Fábri Zoltánnal együtt készítette a Körhinta című film forgatókönyvét. 1956-ban a Keserű igazság című film forgatókönyvírója volt Kövesi Endrével, de a filmbemutató csak 1986-ban volt. 1958-tól rendező is volt. 1961-ben készítette legjelentősebb rendezői munkáját, a Megöltek egy lányt címűt.
A 14 részre tervezett Történetek a magyar filmről című rendezőportré sorozata befejezetlen maradt.
Sírja a Farkasréti temetőben található (25-9-16).

## Filmjei
| - Tűzkeresztség (1951) - Feltámadott a tenger (1953) (rendezőasszisztens is) - Életjel (1954) - Stabil a csók (1946) - Körhinta (1955, Sarkadi Imre nyomán, Fábri Zoltánnal) - Keserű igazság (1956, Kövesi Endrével) - A tettes ismeretlen (1958, Ranódy Lászlóval) (filmrendező is) - Megöltek egy lányt (1961) (filmrendező is) - Kövek (1964, rövidfilm) (filmrendező is) - Éva A. 5116 (1964, rövidfilm, Rózsa Lászlóval) (filmrendező is) - Minden kezdet nehéz (1966) - Hatholdas rózsakert (1970) - Kínai kancsó (1975) - Zendül az osztály (1975) - Színes tintákról álmodom (1980) - Történetek a magyar filmről (1982-1996) (filmrendező is) - Fábri Zoltán (1980, portréfilm) - Ranódy László (1980, portréfilm) - Radványi Géza (1983, portréfilm) - Az admirális (1985) | - Razzia (1958) - Lopott boldogság (1962) - Rendszáma ismeretlen (1963) - 17 láda (1964, rövidfilm) - Fény a redőny mögött (1965, rövidfilm) - Elmondom, hogy történet (1965) - Borivóknak való (1966, rövidfilm) - Felelős a sérült (1966, rövidfilm) - A falu szépe (1967, rövidfilm) - A nagy kék jelzés (1969) - Vallomás (1970, rövidfilm) - Kezdeményezők (1970, rövidfilm) - Négy srác a hadseregben (1971) - Életforma (1972, rövidfilm) |